# Clocky
Clocky er et vækkeursmærke, der er udstyret med hjul, hvilket gør uret i stand til at gemme sig, samtidig med at alarmen lyder, hvorved ejeren af uret tvinges til at vågne for at finde det og afbryde alarmen. Uret blev opfundet som et projekt i undervisningen i industrielt design af Gauri Nanda, en studerende på MIT Media Lab. Clocky vandt Ig Nobelprisen i økonomi i 2005. Efter at have taget første del af sin uddannelse fra University of Michigan og kandidateksamen fra MIT grundlagde Nanda virksomheden Nanda Home for at fremstille og sælge Clocky og andre produkter til hjemmet. 

## Historien
Den oprindelige prototype blev bygget i løbet af tre dage og var beklædt med stof for at få den til at ligne et kæledyr. Efter at have demonstreret den i sin klasse havde Nanda ikke yderligere planer med uret. Imidlertid blev der flere måneder senere lagt en beskrivelse op på Media Labs hjemmeside og flere teknologi-blogs viste billeder af Clocky. I løbet af to uger blev information om apparatet et internetfænomen, og Gauri Nanda blev bedt om at demonstrere det på Good Morning America.
Nanda søgte patent på Clocky og efter at have afsluttet sin eksamen oprettede hun med hjælp fra sin familie firmaet Nanda Home og begyndte at gøre uret klar til at komme på markedet. Den kommercielle udgave er ikke længere stofbeklædt, men er fortsat designet i en dyrelignende form. Produktionen er blevet forlagt til Hong Kong. I april 2011 kunne Nanda i et videointerview berette, at der var solgt over 350.000 eksemplarer.
Udviklingen og markedsføringen af Clocky er blevet et case study på Harvard Business School under titlen: "Clocky, the Runaway Alarm Clock".

## Funktion
Clocky virker som et helt almindeligt vækkeur, bortset fra at den ved andet tryk på slumre-knappen begynder at køre. En mikroprocessor sikrer, at Clocky bevæger sig med varierende hastighed, i varierende retninger og uden om forhindringer, idet den tager forskellige veje hver gang. Store hjul monteret på støddæmpere dækker ud over selve uret, således at det ikke beskadiges, hvis det fx falder ned fra et natbord. Når alarmen så går tredje gang, befinder uret sig et ukendt sted, hvilket tvinger den sovende til at stå op og finde det, for at slå lyden fra.

## Tocky
Nanda Homes næste generation af det kørende vækkeur blev kaldt Tocky og første gang averteret til salg i 2010 som "Clockys smarte fætter". Forskellen er først og fremmest, at Tocky er kugleformet og kører af sig selv uden hjul, har berøringsfølsom skærm til betjening, indbygget mikrofon, så ejeren kan indspille lyde til vækning efter ønske, samt mulighed for at slutte til en computer via USB. Den er også mulig at bruge i demonstrationstilstand.
Varianten Ticky fungerer på samme måde, men viser tiden med virtuelle visere.